# Warin di Metz
Guerino, Guerin, Warin in francese, Guerí in catalano e Guernarius o Werisius in latino (1050 – 1115), fu nobile di Metz. Egli è capostipite della famiglia nobile Fitz-Warin.

## Biografia
Guerino era membro del casato di Lorena (che nasce come ramo cadetto della casa di Metz),
La casata rivendica di discendere da Gerardo I di Parigi (Conte di Parigi imparentato con Guerino di Poitou capostipite della famiglia nobile dei Guideschi) i cui discendenti immediati sono noti come i Girardidi. I Matfridi del X secolo si pensa siano stati un ramo della famiglia; a cavallo del X secolo furono Conti di Metz e governarono un insieme di signorie in Alsazia e Lorena. Capostipite della famiglia nobile Fitz-Warin, il nome Fitz Warin significa "figlio di Warin".
Guerino di Metz (Metz nel ducato di Lorena) va in Inghilterra con i suoi figli dopo la conquista normanna con il regno di Guglielmo il Conquistatore (1066-1087). Nel 1165 Enrico II conferì il Castello di Whittington  a Ruggero del Powys, al quale diede fondi per la sua riparazione nel 1173 circa. Roger fu seguito da suo figlio Meurig (o Maurice), e dal nipote Werennoc, rivali di Folco I FitzWarin (che apparentemente rivendicò le sue terre) le sue proprietà non furono riconosciuta fino al 1204, portandolo a ribellarsi contro re Giovanni. FitzWarin fu perdonato, e gli fu dato il castello e la signoria di Whittington, senza includere il castello di Overton. Il castello quindi rimane alla famiglia FitzWarin, chiamati Folci, fino alla morte di Folco XI nel 1420. Una delle leggende che riguarda la famiglia dei Barone Fitz-Warin e il Castello di Whittington, riguarda il Calice Mariano, pensato da alcuni come il Santo Graal. Secondo questa leggenda, Sir Fulk FitzWarin, pronipote di Payne Peverel(imparentato con Garnier de Traînel) era uno dei guardiani del Graal e di Re Artù. Una storia del XIII secolo afferma che il Graal era conservato in una cappella privata del castello quando Sir Foulk era lì. Lo stemma di Fulk FitzWarin era appeso sopra l'arco del castello 
(il romanzo di Fitz Warin, la leggenda di Robin Hood).
Erano nipoti di Guerino di Domfront; Mabel di Bellême che sposa Ruggero di Montgommery-Mongomery (la figlia Aimeria sposa Werinus di Metz capostipite della famiglia nobile Fitz-Warin), Margherita di Navarra (che sposa Guglielmo I discendente della famiglia Altavilla-Guarino cancelliere), Stefano di Perche (1140-1169), fu arcivescovo di Palermo e cancelliere di Sicilia.

## Discendenza
Guerino sposò Aimeria Emma (de Montgomery) de Metz figlia di Mabel di Bellême e Ruggero II di Montgomery, ebbero un figlio:
- Guerino "The Bold" di Metz,[32][33][34] che sposò Baroness Melette (Maud) Peverell[35][18][19] ed ebbero tre figli:
  - Fulk I FitzWarin.[36]
  - Roger de Metz.[37]
  - William de Metz.[38]

Warin the Bold, era figlio di Gervais de Rethel, conte di Rethel, fratellastro di Garnier de Trainel (Garnier de Traînel padre di Garnerius de Traînel, Pons 'Le Jeune' de Traynel nonno di Garnier de Traînel).